# Campus Party México
Campus Party México fue la edición mexicana de la LAN Party masiva del mismo nombre fundada en España en 1997.

## Historia

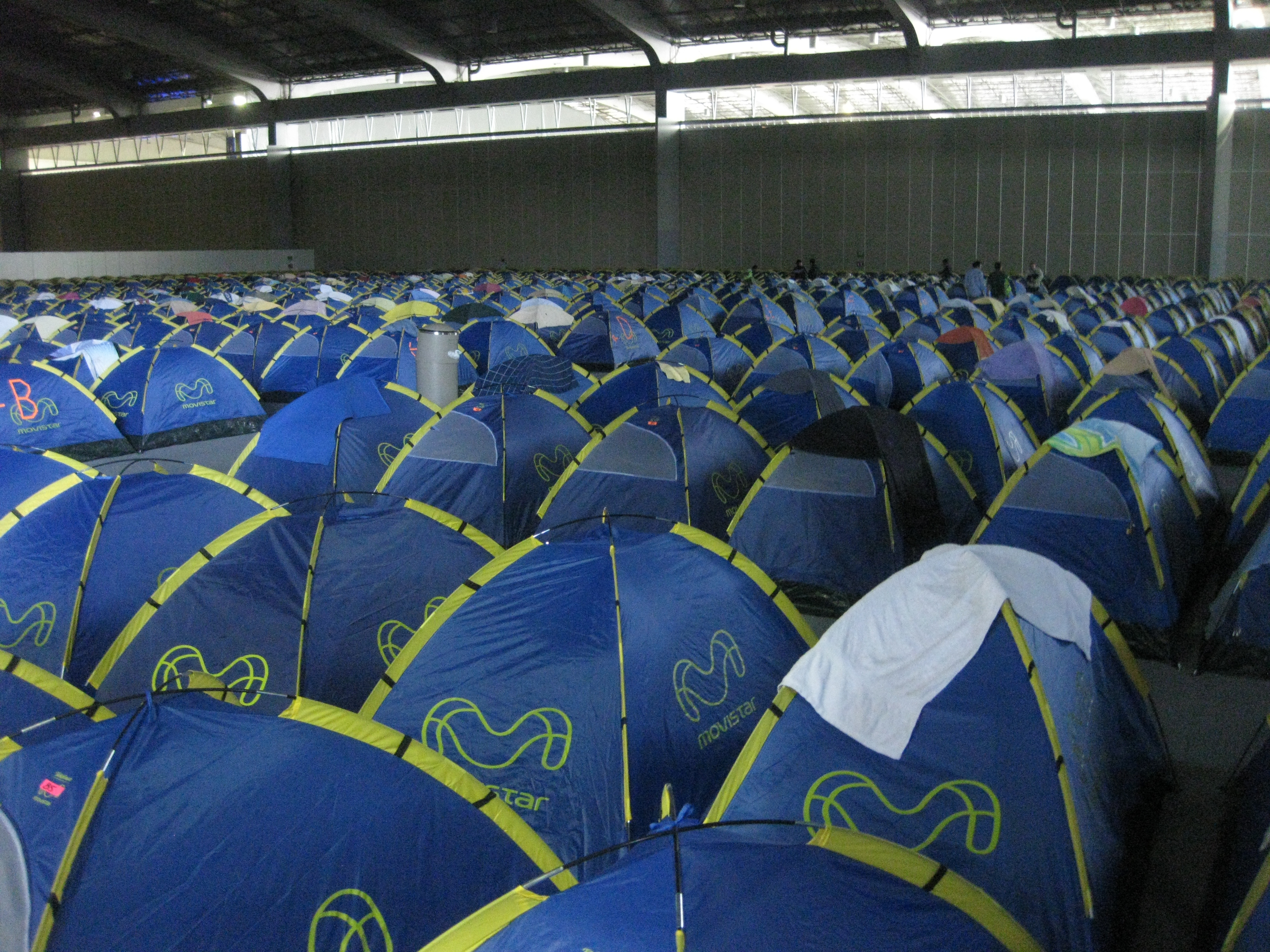
Carpas en CPMX1

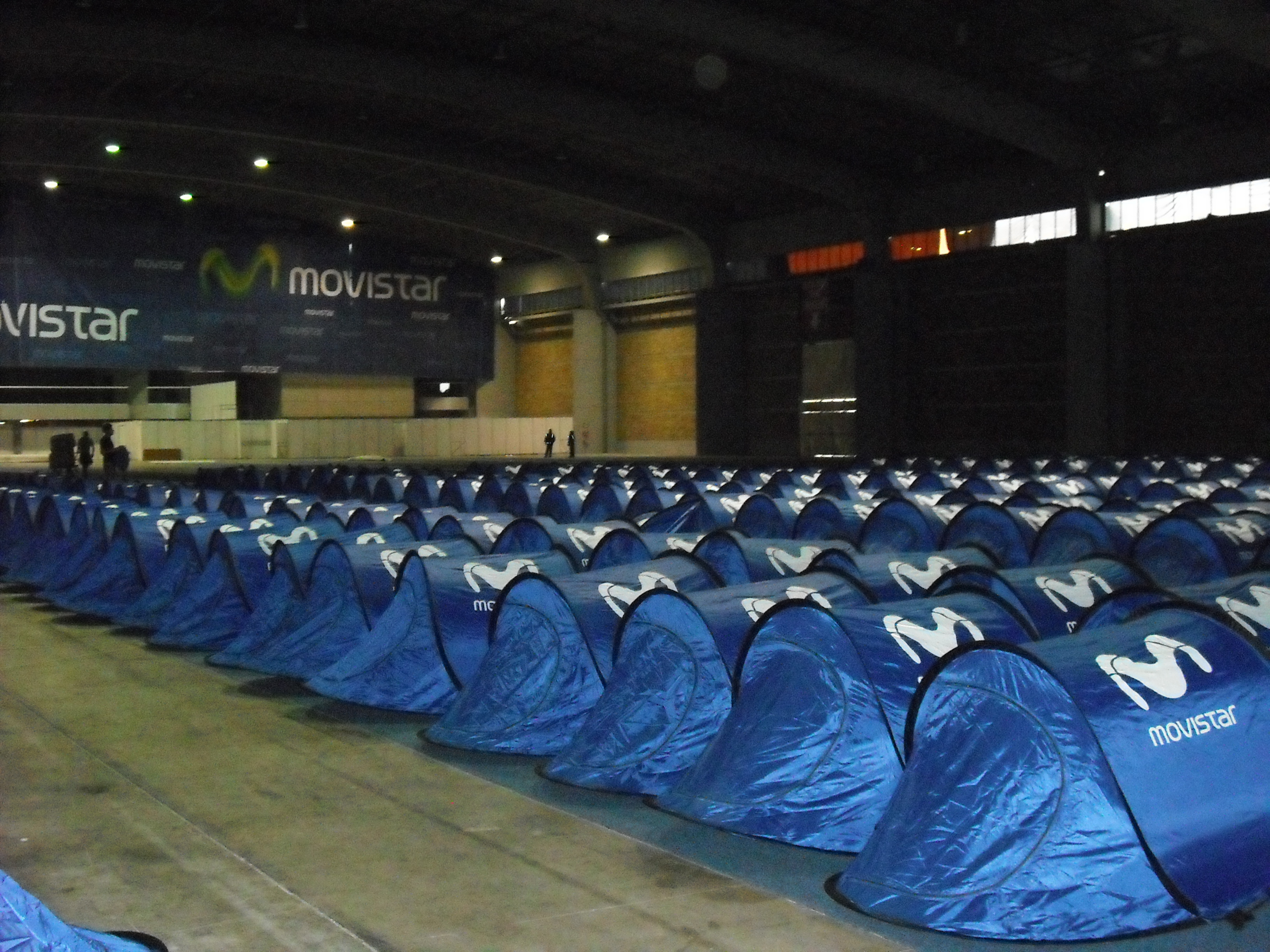
Carpas en CPMX2

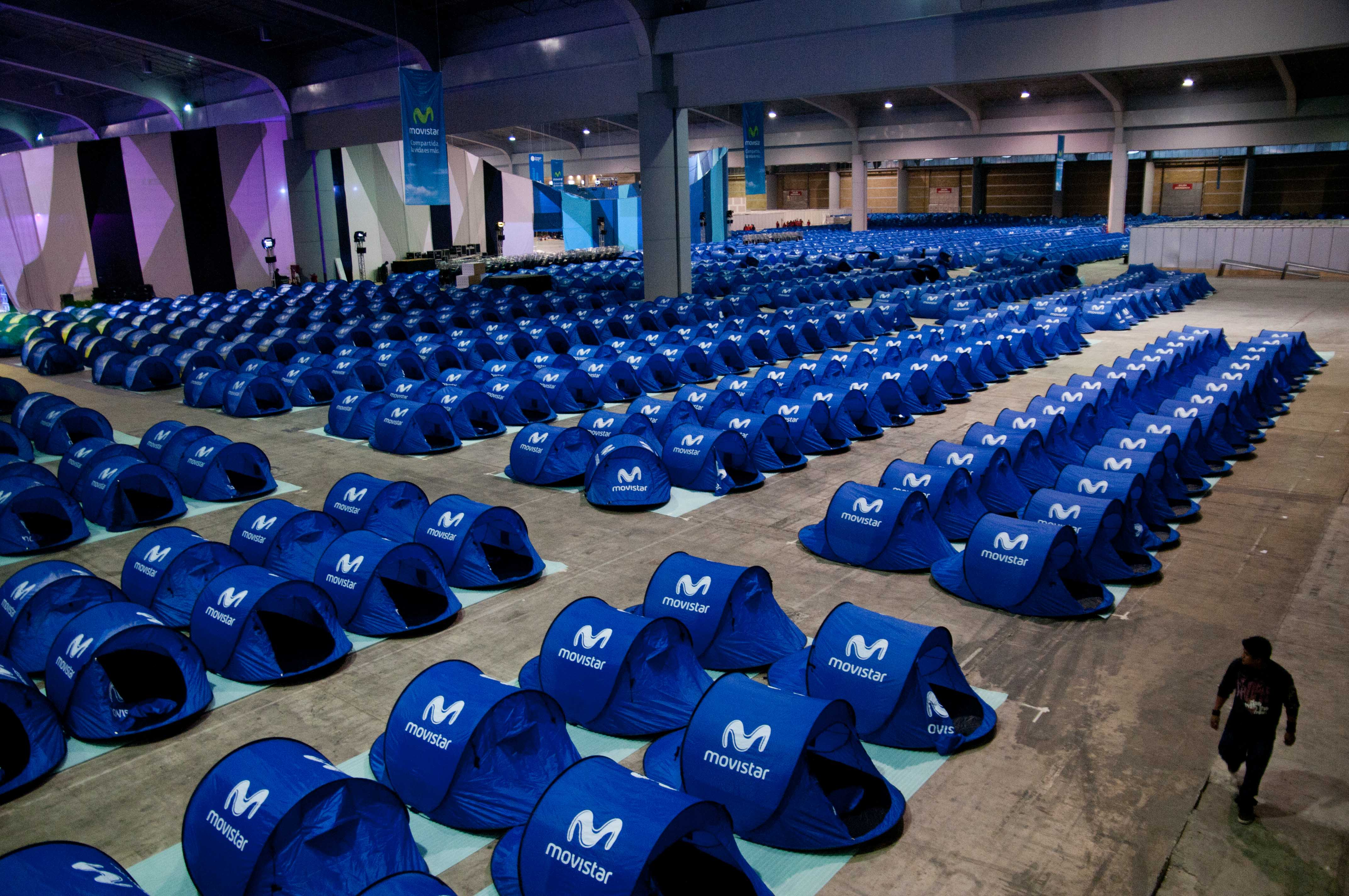
Carpas en CPMX3

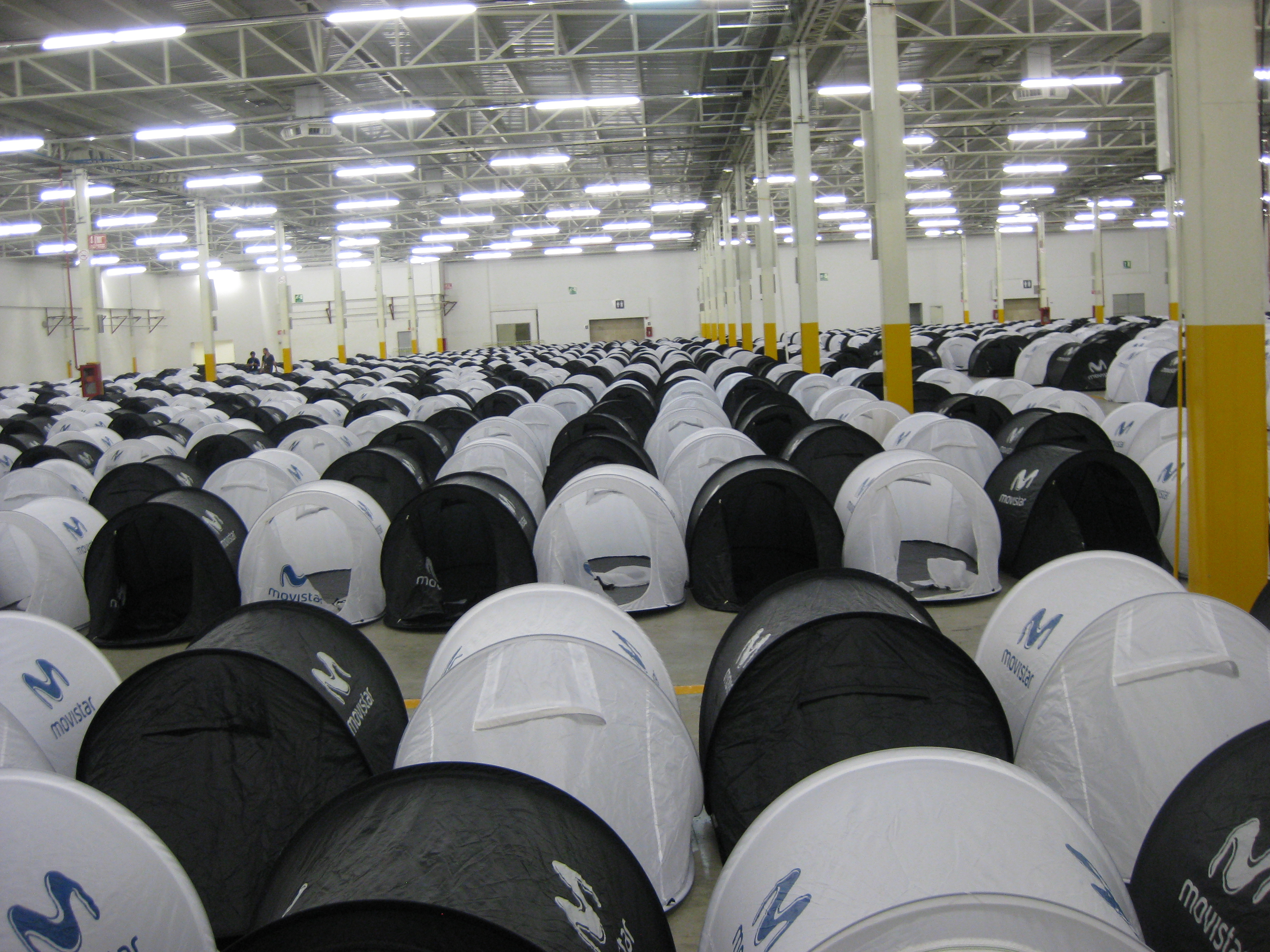
Carpas en CPMX5

Campus Party fue fundada por Paco Ragageles y Belinda Galindo en España en 1997. En 2008, se internacionaliza y se presenta en Brasil, Colombia e Iberoamérica (en El Salvador). En 2009 se celebra la primera Campus Party en México con 3.527 participantes (campuseros). En 2010 y 2011, bajo la dirección de Héctor Marín, se realiza el evento nuevamente en la Ciudad de México. En 2012 Raúl Martín Procel toma la dirección. Ese año el evento se pospone "para que todos los ponentes pudieran asistir". En 2013 se celebra nuevamente en la misma sede y en 2014, se traslada a Guadalajara, Jalisco, gracias al patrocinio de los Gobiernos Metrópolitanos de Guadalajara.
El 28 de junio de 2014, Raúl Martín anuncia que Grupo Sin Límite, adquirió la franquicia del evento para México, y que él se unirá al equipo local. Ese mismo año, diversifican el modelo a través de Campus Nights México, presntando una vez al mes conferencias de cuatro temáticas diferentes: Creatividad, Emprendimiento, Makers y Desarrolladores.
En 2017 se celebra el último Campus Party México organizada por Talent Network (misma empresa que un año después lanzó su propio evento llamado Talent Land), y también su última edición realizada hasta ahora.
En septiembre de 2017 Grupo Sin Límite toma control de Campus Party México, anunciando su regreso a la Ciudad de México para 2018.
En 2018 comenzaron los rumores sobre una posible cancelación del evento, aun estando ya en venta los boletos para dicha edición. Más tarde fue confirmado por la organización que el evento sería pospuesto para 2019, argumentando la transición política en el país.
Para 2019 no hubo señal alguna que el evento sería realizado como fue anunciado previamente, causando molestias entre los asistentes que ya tenían su boleto.
Ese mismo año, Campus Party Global anuncio acciones contra la empresa Grupo Sin Límites, argumentando que no ha cumplido con sus deberes al no organizar las ediciones 2018 y 2019. Además de estar buscando una nueva empresa que organizara el evento.
Para 2021 se anunció el supuesto regreso del evento por una nueva empresa, misma que asumió la responsabilidad de los reembolsos. Hasta la fecha el evento no se ha realizado y eventos como Talent Land (empresa que organizaba anteriormente Campus Party), tomo por completo su lugar.

### Fechas y sedes
Campus Party México se ha realizado en cuatro ocasiones en México, DF y en 2014 se realizó en Guadalajara, Jalisco. La primera edición de Campus Night México se realizó en México, DF.

#### Campus Party
| Año  | Edición   | Sede             | Ciudad           | Fecha              |
| ---- | --------- | ---------------- | ---------------- | ------------------ |
| 2009 | CPMX1     | ExpoBancomer     | México, DF       | 12-16 noviembre    |
| 2010 | CPMX2     | ExpoBancomer     | México, DF       | 09-15 agosto       |
| 2011 | CPMX3     | ExpoBancomer     | México, DF       | 18-24 julio        |
| 2012 | Pospuesta | -                | -                | -                  |
| 2013 | CPMX4     | ExpoBancomer     | México, DF       | 30 julio-04 agosto |
| 2014 | CPMX5     | Expo Guadalajara | Guadalajara, JAL | 24-29 junio        |
| 2015 | CPMX6     | Expo Guadalajara | Guadalajara, JAL | 22-26 julio        |
| 2016 | CPMX7     | Expo Guadalajara | Guadalajara, JAL | 29 junio-03 julio  |
| 2017 | CPMX8     | Expo Guadalajara | Guadalajara, JAL | 5-9 julio          |

#### Campus Night
| Año  | Temática    | Sede                      | Ciudad     | Fecha         |
| ---- | ----------- | ------------------------- | ---------- | ------------- |
| 2014 | Creatividad | Centro de Cultura Digital | México, DF | 14 de octubre |

### Campuseros
A los asistentes se les conoce como campuseros. Por un costo extra los campuseros se pueden quedar a dormir en carpas (casas de campaña) dentro del evento. Los campuseros que participaron en cada edición se muestran en la siguiente tabla:
| Edición | Área (m²) | Campuseros | Horas formativas | Carpas | Visitas Zona Expo | Bautizos digitales |
| ------- | --------- | ---------- | ---------------- | ------ | ----------------- | ------------------ |
| CPMX1   | 21.000    | 3.527      | +250             | 1.500  | +20.000           | 6.920              |
| CPMX2   | 26.000    | 6.519      | +400             | 2.915  | +41.000           | 11.613             |
| CPMX3   | 32.400    | 7.000      | ~500             | 3.500  | +36.000           | +12.000            |
| CPMX4   | 32.400    | 8.929      | ~600             | 3.712  | NA                | NA                 |
| CPMX5   | 50.000    | 10.500     | ~600             | 5.500  | +40.000           | NA                 |
| CPMX6   | 50.000    | 15.000     | ~600             | 6.000  | ND                | NA                 |
| CPMX7   | 75.000    | 20.000     | ~6,000           | 7.500  | ND                | NA                 |

### Ponencias Magistrales
Las ponencias magistrales, -en ocasiones se le ha llamado "Momentos Movistar"-, son charlas impartidas por ponentes reconocidos en el medio de la tecnología y se presentan en el escenario principal.

CPMX1 (2009)
- Carlos Domingo - "Tecnología de Movistar"
- Jon "Maddog" Hall - "Cómo hacer dinero con el software libre"
- Rodolfo Neri Vela
- Tim Berners-Lee - "Presente y futuro de la internet"

CPMX2 (2010)
- Akira Yamaoka
- Ben Hammersley
- Daito Manabe
- Eduardo Arcos - "La venganza de los nerds"
- Javier Matuk - "La PC ha muerto"
- Raúl Ramírez aka @isopixel - "Social Book Campus Party Archivado el 12 de septiembre de 2017 en Wayback Machine."
- Kevin Mitnick
- Kul Takanao Wadhwa - "El Éxito del Movimiento Wikipedia"
- Pau García-Milá -
- Steve Wozniack

CPMX3 (2011)
- Albert "Al" Gore
- Álvaro Manzano Bermúdez
- Andreu Veá
- Caroline Drucker
- Jon "Maddog" Hall
- Julieta Fierro
- Miguel Alcubierre
- Michio Kaku
- Neil Harbisson
- Rafinha Bastos
- Ray Kurzweil
- Renato Recio
- Tan Le
- Tim Berners-Lee
- Tim Exile
- Vinton Cerf

CPMX4 (2013)
- Peter Vesterbacka
- Buzz Aldrin
- Nolan Bushnell
- Maickel Melamed
- Luis von Ahn - "El futuro de la educación en línea"
- Kate Stone
- Gary Alazraki - "15 Maestros Improbables de Cine"
- Spencer Tunick

CPMX5 (2014)
- Grant Imahara
- Marc Randolph
- Mikko Hypponen
- Nathan Schulhof
- Paul Zaloom
- Mike Michalowicz
- Blanca Treviño
- Jon "Maddog" Hall
- Eduardo Arcos

### Presentaciones especiales
En el escenario principal de CPMX5 y CPMX6 se presentó la Orquesta Sinfónica de Zapópan interpretando durante una hora melodías de películas y juegos de video:
- Marcha imperial (Star Wars)
- Main theme (Lord of the Rings)
- Super Mario Bros theme
- Overworld (The Legend of Zelda)
- Theme Song (Halo)
- Baba Yetu (Civilization IV)
- Overture (Kingdom Hearts)

### Ponentes en Campus Nights
Octubre de 2014
- Raúl Cardós
- Daniel Blanco
- MC Davo
- Israel Santiago

## Tecnología

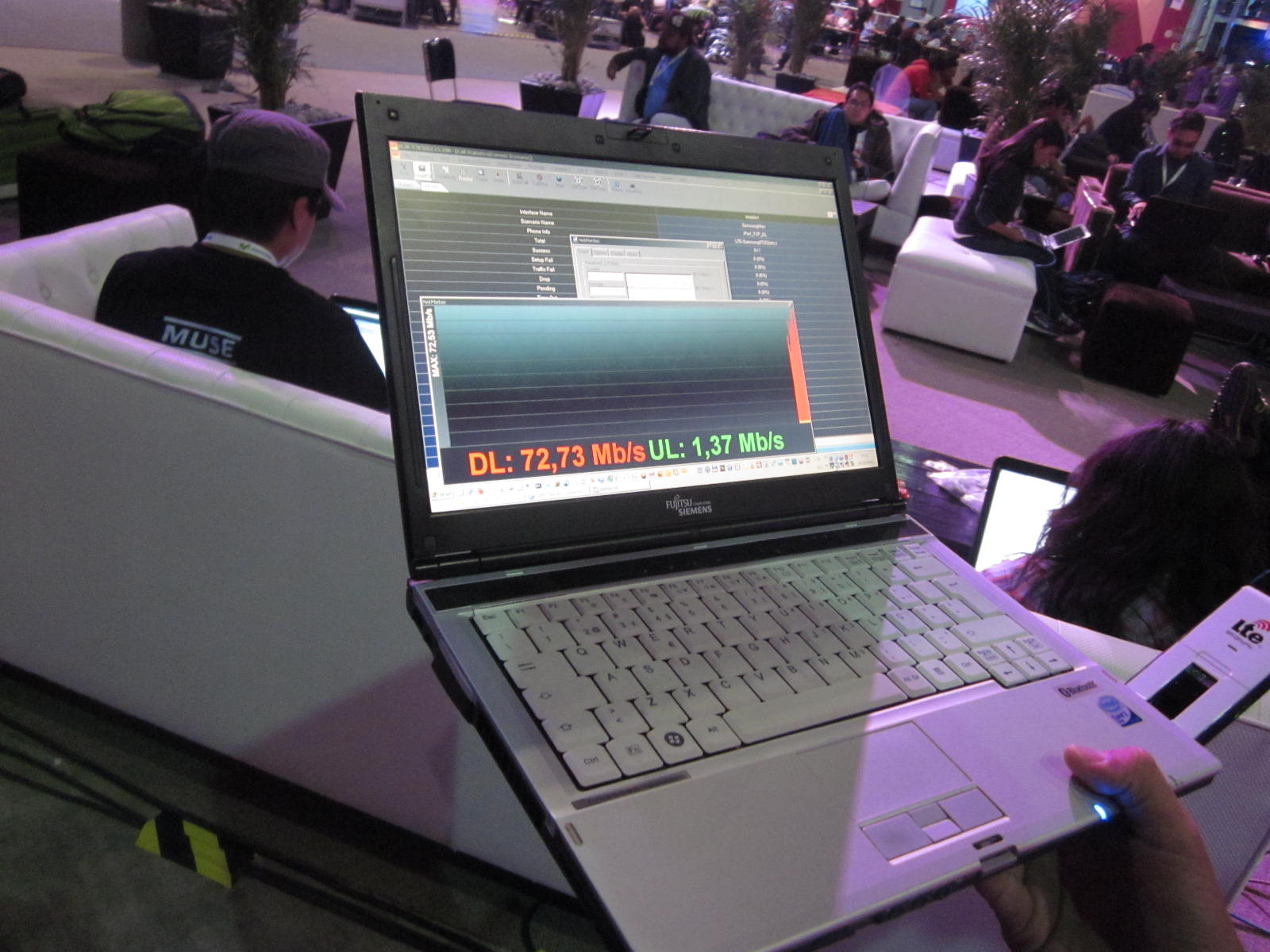
Prueba de descarga de 4G LTE en CPMX3

Telefónica a través de sus marcas comerciales (Movistar en México y Latinoamérica, Vivo y O2 en otros países) patrocina la tecnología necesaria para la conectividad a Internet y otros servicios en el evento. Consistentemente desde CPMX1 hasta CPMX5 cada año ha proporcionado mayor ancho de banda al evento,, pero a partir de CPMX6 sólo se ha conectado el evento a 20 Gb/s y en cada edición ha presentado nuevas tecnologías que pueden ser usadas por los campuseros.
| Edición | Ancho de banda | Información descargada |
| ------- | -------------- | ---------------------- |
| CPMX1   | 6 Gb/s         |                        |
| CPMX2   | 8 Gb/s         | 180 TB                 |
| CPMX3   | 11 Gb/s        | 190 TB                 |
| CPMX4   | 20 Gb/s        | 320 TB                 |
| CPMX5   | 30 Gb/s        | ND                     |
| CPMX6   | 20 Gb/s        | ND                     |
| CPMX7   | 20 Gb/s        | ND                     |

| Edición | Tecnología                                | Comentarios                                                                 |
| ------- | ----------------------------------------- | --------------------------------------------------------------------------- |
| CPMX1   | 3G HSPA+                                  | Primera demostración de HSPA+ en México.                                    |
| CPMX2   | Demo 4G LTE                               | Primera demostración de LTE en México. Usó tecnología LTE de Ericcson.      |
| CPMX3   | IPv6. Préstamo de pinchos (módems) LTE    | Usó tecnología de LTE de NSN, llegando a una velocidad máxima de 72,7 Mb/s. |
| CPMX4   | Service provider Wi-Fi en 2.4 y 5 GHz     | -                                                                           |
| CPMX5   | Ubicación de interiores (indoor location) | Uso de ubicación de interiores vía Wi-Fi a través de la aplicación oficial. |

### Uso de IPv6
A partir de CPMX3 (2011), se activó el acceso a Internet tanto en IPv4 como IPv6 en la red para todos los puertos cableados; sin embargo en CPMX4 sólo se pudo usar IPv4 dentro de la LAN de Campus Party. En CPMX5 la relación de solicitudes DNS IPv4 (A) a IPv6 (AAAA) fue alrededor de 3:1.

### Aplicación móvil
A lo largo de las ediciones han aparecido múltiples aplicaciones móviles para Campus Party México, sin embargo Telefónica sólo ha desarrollado la aplicación oficial en CPMX4 y CPMX5. La versión para CPMX4 (versión 1.0) era soportada por Android, iOS y Windows Phone. Contaba con una agenda estática, descripción gráfica y funcional del Ovni, lectora de códigos QR y realidad aumentada; con Icom Mobile y Getecsa como socios en el desarrollo. Para CPMX5 (versión 2.0) la aplicación contaba con agenda dinámica, mapas de las distintas áreas del evento, descripción gráfica y funcional del Ovni, ubicación de interiores (indoor location) y el reto Iron Geek. La aplicación fue desarrollada en conjunto con Artefacto Estudio, Mandarina Digital y Qualcomm para múltiples plataformas. Los porcentajes de descargas hasta el 29 de junio de 2014 fueron: Android (69%), iOS (20%), Windows Phone (10%) y Firefox OS (1%).

### Centro de Control (Ovni)
El centro de procesamiento de datos y centro de control donde se albergan los equipos de telecomunicaciones y operadores de los mismos es conocido coloquialmente como Ovni. En cada edición se presenta un diseño distinto que ha pasado de rectangular (CPMX1 y CPMX2) a cilíndrico (CPMX3 y CPMX4) y de regreso a rectangular para CPMX5. Ahí se muestran datos relevantes al evento como tráfico entrante y saliente, cantidad de ataques entrantes y salientes, peticiones de DNS y otros. En CPMX4 y CPMX5, se presenta como el Centro de Control Claude Shannon en homenaje al "padre de la teoría de la información", y los racks con equipos son nombrados en orden alfabético recordando importantes científicos e ingenieros.

### Patrocinadores Tecnológicos
Dentro del site de telecomunicaciones -conocido en Campus Party como el Ovni-, los patrocinadores tecnológicos de Telefónica México aportan los equipos, sistemas y personal necesarios para instalar y operar la infraestructura de comunicaciones y servicios durante el evento.

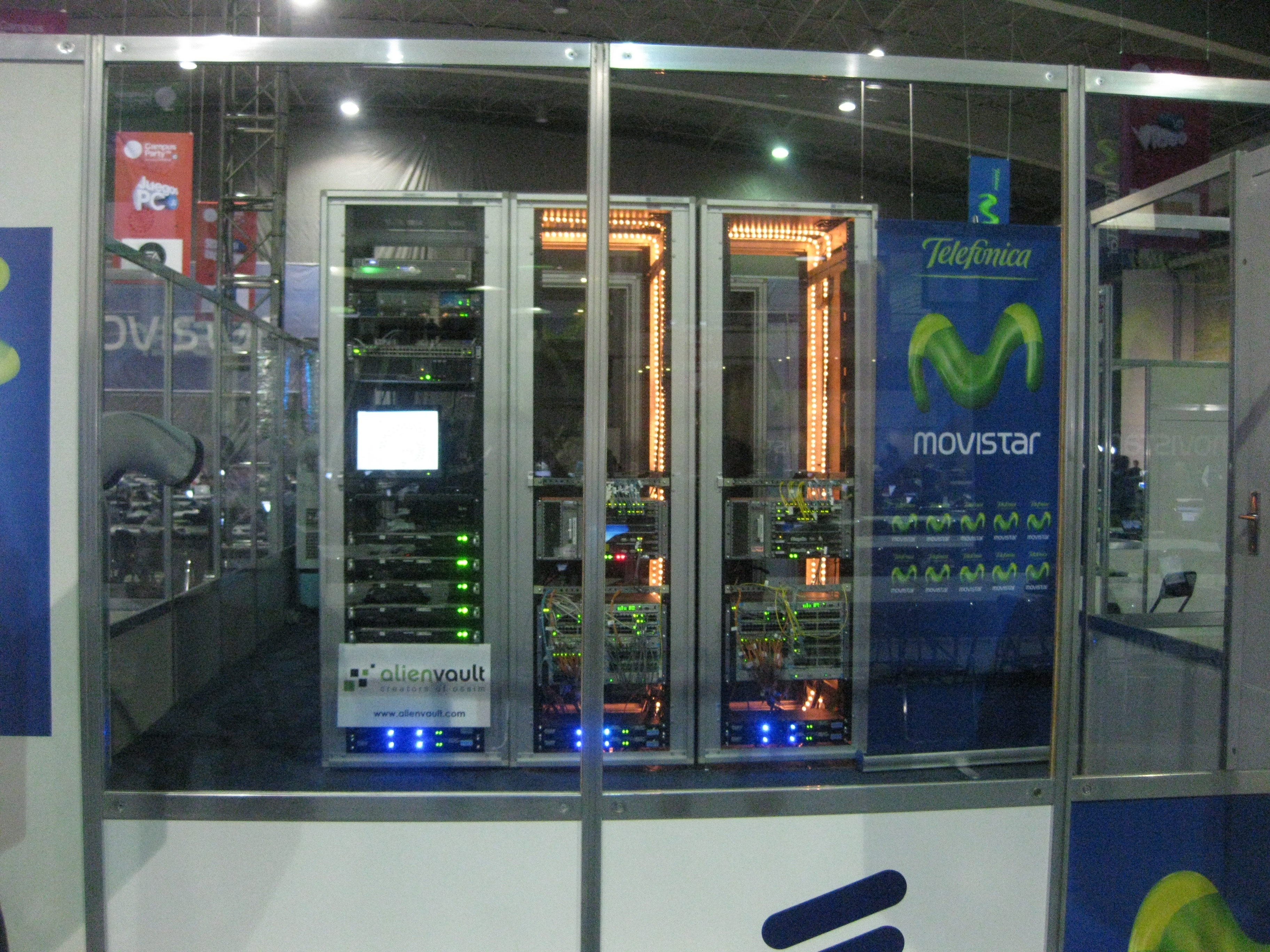
"Ovni" de CPMX1

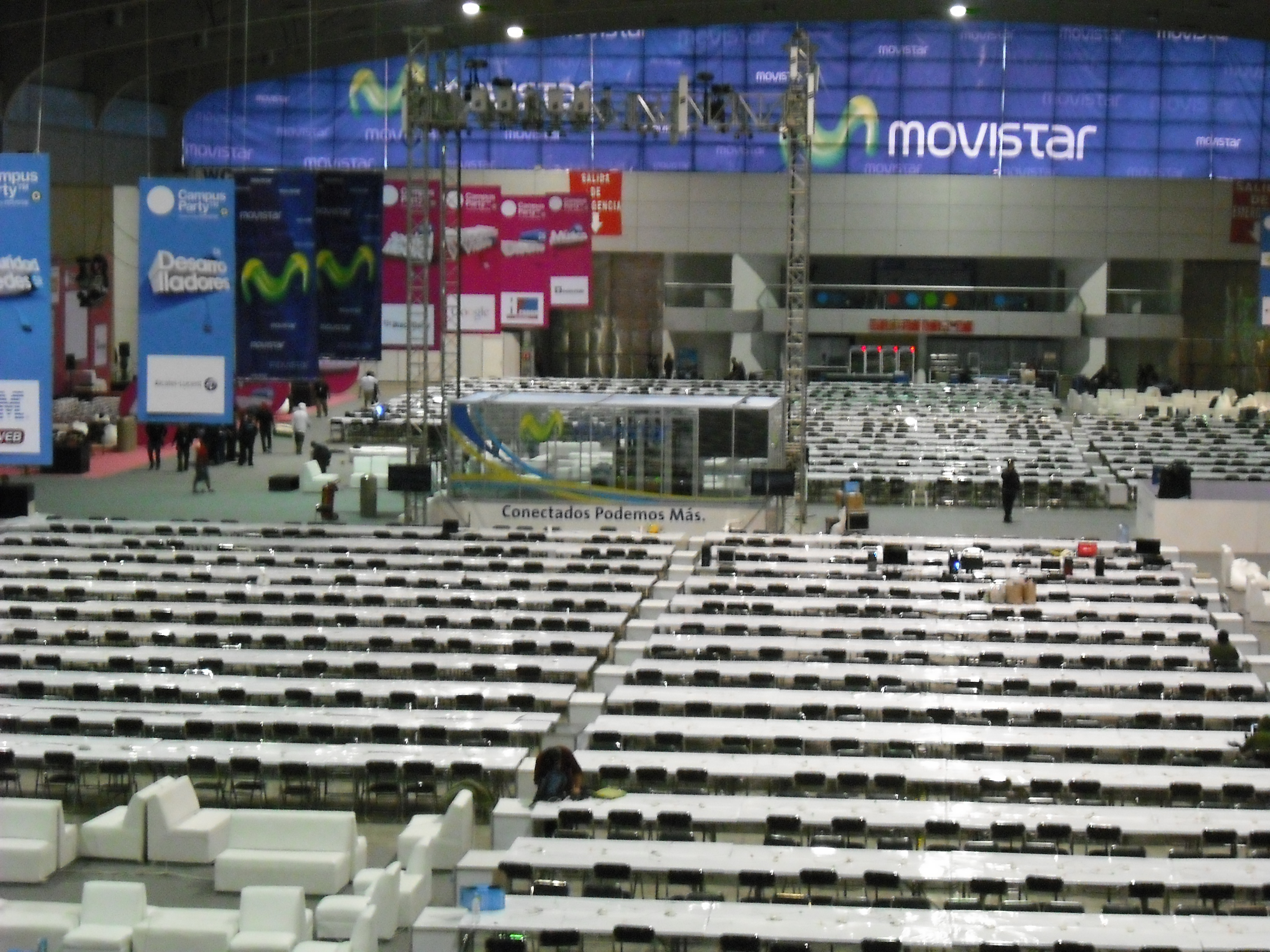
"Ovni" de CPMX2

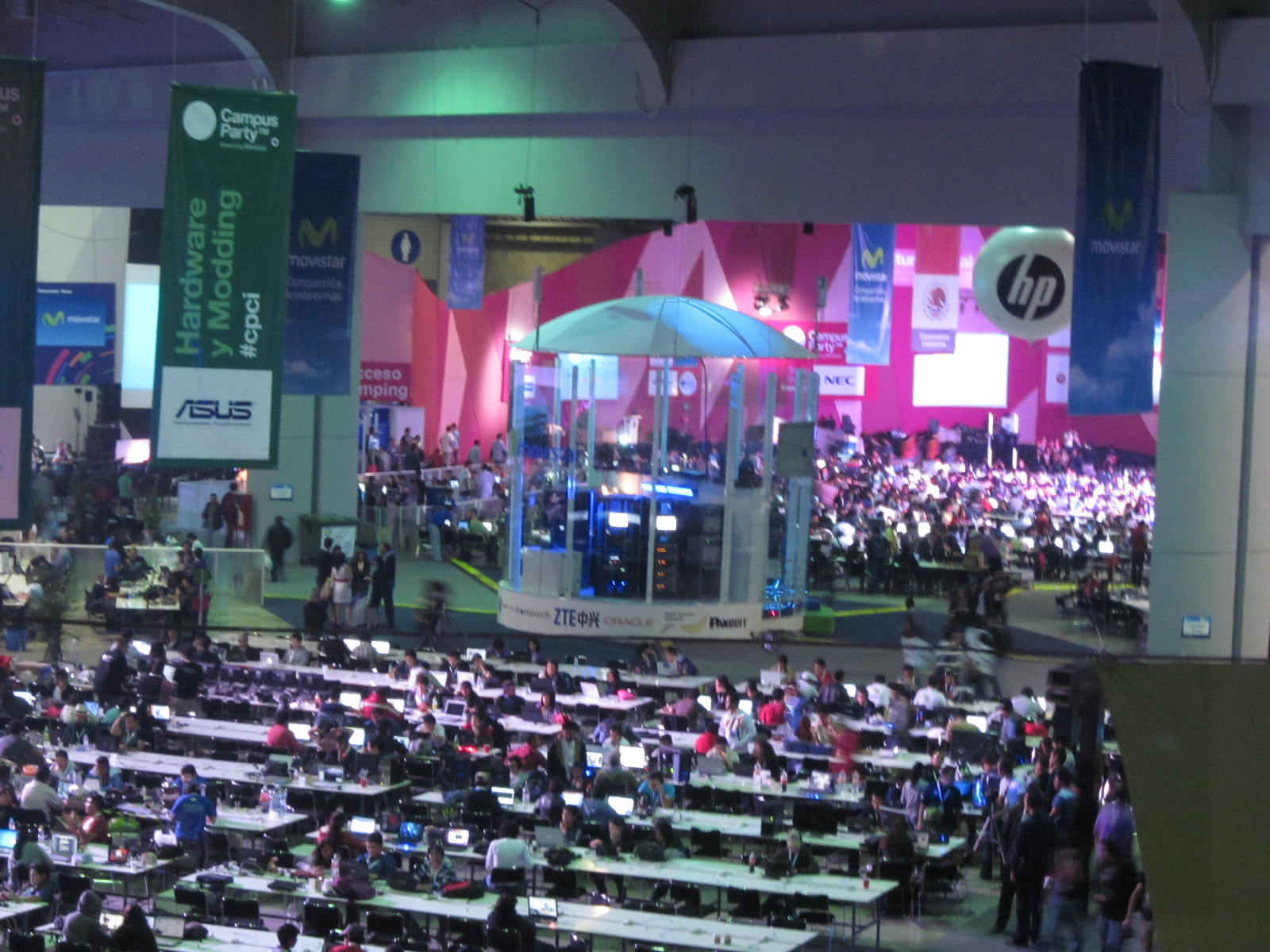
"Ovni" de CPMX3

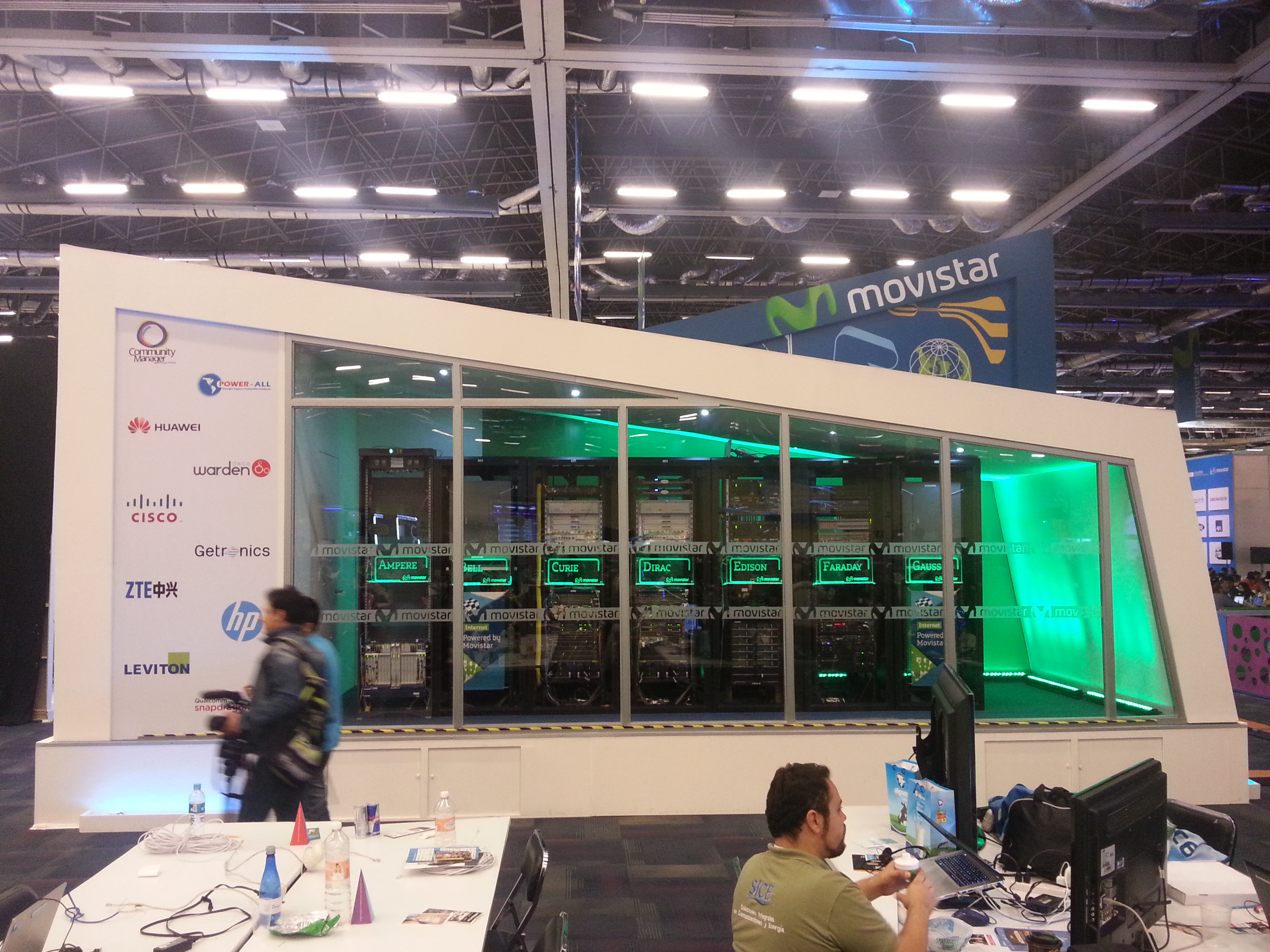
"Ovni" de CPMX5

CPMX1 (2009)
- Cablevision
- Ericsson
- Getronics
- Huawei
- HP (Procurve)
- ZTE

CPMX2 (2010)
- Cisco
- Ericsson
- Getronics
- HP

CPMX3 (2011)
- Cisco
- Frontporch
- Gemalto
- Getronics
- NSN
- Oracle
- Panduit
- Power - All
- ZTE

CPMX4 (2013)
- Cisco
- Datawarden
- Emerson
- Getecsa
- Getronics
- Huawei
- HP
- Icom Mobile
- McAfee
- Sourcefire
- Ruckus
- Qualcomm

CPMX5 (2014)
- Cisco
- Datawarden
- Getronics
- Huawei
- Leviton
- Nominum
- Power - All
- ZTE

## Patrocinadores Institucionales
Los patrocinadores institucionales realizan aportaciones en monto o especie para fomentar el evento:
CPMX1 (2009)
- Consejo Nacional de Ciencia y Tecnología (CONACYT)
- Consejo Nacional para la Cultura y las Artes (CONACULTA)
- Fundación Telefónica Archivado el 18 de abril de 2014 en Wayback Machine.
- Secretaría de Educación Pública (SEP)
- Secretaría General Iberoamericana (Segib)

CPMX2 (2010)
- Fondo PyME
- Gobierno del Distrito Federal
- Secretaría de Comunicaciones y Transportes (SCT)
- Secretaría de Economía (SE)

CPMX3 (2011)
- Asociación Nacional de Instituciones de Educación en Informática (ANIEI)
- Asociación Mexicana de Internet (AMIPCI)
- Banco Nacional de Obras y Servicios Públicos (BANOBRAS)
- Cámara Nacional de la Industria Electrónica, de Telecomunicaciones y Tecnologías de la Información (CANIETI)
- Comisión Nacional para la Protección y Defensa de los Usuarios de los Servicios Financieros (CONDUSEF)
- Consejo Nacional de Ciencia y Tecnología (CONACYT)
- Consejo Nacional para la Cultura y las Artes (CONACULTA)
- Consejo de Promoción Turística de México (CPTM)
- Fondo de Información y Documentación para la Industria (INFOTEC)
- Fundación NEMI
- Instituto Mexicano de la Juventud (IMJUVE)
- Instituto Mexicano de la Propiedad Intelectual (IMPI)
- Instituto Nacional de Antropología e Historia (INAH)
- Instituto Nacional de Estadística y Geografía (INEGI)
- Petróleos Mexicanos (PEMEX)
- PROMEXICO
- Secretaría de Comunicaciones y Transportes (SCT)
- Secretaría de Educación Pública (SEP)
- Secretaría de Economía (SE)
- Secretaría de la Función Pública (SFP)
- Secretaría de Hacienda y Crédito Público (SHCP)
- Secretaría de Medio Ambiente y Recursos Naturales (SEMARNAT)
- Secretaría de Relaciones Exteriores (SRE)
- Secretaría del Trabajo y Previsión Social (STPS)

CPMX4 (2013)
- AMIPCI
- CAF Banco de desarrollo de América Latina
- Consejo Nacional de Ciencia y Tecnología (CONACYT)
- Fondo de Información y Documentación para la Industria (INFOTEC)
- Gobierno del Municipio de Zapopan
- Instituto Mexicano de la propiedad intelectual (IMPI)
- Nacional Financiera (NAFIN)
- PROMEXICO
- Red Nacional de Consejos y Organismos estatales de Ciencia y Tecnología (REDNACECYT)
- Secretaría de Economía (SE)

CPMX5 (2014)
- AMIPCI
- Consejo de la comunicación
- Instituto Mexicano de la propiedad intelectual (IMPI)
- Gobierno del Municipio de Zapopan
- Secretaría de Desarrollo Social (SEDESOL)
- Secretaría de Economía (SE)